# قوس و قزح (فیلم)
قوس و قزح فیلمی به کارگردانی و نویسندگی اسماعیل پورسعید محصول سال ۱۳۴۷ است.

## خلاصه داستان
دو جوان که تحت نفوذ مرد تبهکاری به دزدی مشغولند، طی حادثه‌ای زن جوان بیوه‌ای را نجات می‌دهند و توسط زن که صاحب کارخانه‌ای است، کاری به دست می‌آورند و از آن پس شیوهٔ درستی را در زندگی پیشه می‌کنند…

## بازیگران
- رضا بیک ایمانوردی
- سهیلا
- عادل روحی
- مارینا متر
- مرتضی حدیقی
- رضا بانکی
- فیروز
- محسن آراسته
- اسداله یکتا
- اکبر هاشمی
- عزت‌اله وثوق